# Aa fiebrigii
Aa fiebrigii är en orkidéart som först beskrevs av Rudolf Schlechter, och fick sitt nu gällande namn av Rudolf Schlechter. Aa fiebrigii ingår i släktet Aa och familjen orkidéer. Inga underarter finns listade i Catalogue of Life.